# Anatolij Klimanow
Anatolij Mykolajowytsch Klimanow (ukrainisch Анатолій Миколайович Кліманов, russisch Анатолий Николаевич Климанов Anatoli Nikolajewitsch Klimanow; * 28. Oktober 1949 in Kiew; † 2. März 2009 ebenda) war ein sowjetisch-ukrainischer Boxer. Er wurde 1973 Europameister im Halbmittelgewicht und 1975 im Halbschwergewicht.

## Werdegang
Anatolij Klimanow, ein gebürtiger Ukrainer, begann 1959 mit dem Boxen. Er gehörte zunächst der Sportgemeinschaft Avangard an und wurde als Erwachsener Mitglied des Armeesportclubs Kiew. Er wog ca. 75 kg und startete in seiner Zeit als Aktiver in den Gewichtsklassen Halbmittel-, Mittel- und Halbschwergewicht. In der Sowjetunion hatte er eine ganze Reihe von enorm starken Gegnern, wie z. B. Waleri Tregubow, Rufat Riskijew, Wjatscheslaw Lemeschew, Leonid Schaposchnikow, Wladimir Tarasenkow und Dawit Kwatschadse. Umso bemerkenswerter ist, dass er in seiner Laufbahn zweimal sowjetischer Meister und zweimal Europameister wurde. 1974 gewann er eine Medaille bei der Weltmeisterschaft in Havanna und 1976 vertrat er die UdSSR bei den Olympischen Spielen in Montreal. Dort konnte er aber keine Medaille erringen.
Nach einer erfolgreich verlaufenen Juniorenzeit startete Anatolij Klimanow im Jahre 1970 erstmals bei einer sowjetischen Meisterschaft der Senioren. Er erreichte dabei im Halbmittelgewicht das Halbfinale, in dem er gegen Waleri Tregubow verlor. Auch 1971 stand er bei dieser Meisterschaft im Halbfinale, in dem er gegen Alexander Schipilow verlor. 1971 startete er auch bei einem intern. Turnier in Leipzig und besiegte dort im Finale des Mittelgewichts Hans-Joachim Brauske aus der DDR nach Punkten.
1972 schied er bei der sowjetischen Meisterschaft im Mittelgewicht durch eine Niederlage gegen Rufat Riskijew bereits im Viertelfinale aus. 1973 wurde er dann aber erstmals sowjetischer Meister durch einen techn. KO-Sieg in der 3. Runde über Rufat Riskijew. Er setzte sich dann auch noch beim nationalen Ausscheidungsturnier für die Europameisterschaften durch Punktsiege über Rufat Riskijew und Bogdan Grizak durch. Bei der Europameisterschaft 1973 in Belgrad feierte er im Halbmittelgewicht Siege über Eward Hayden, Irland, Christer Ottosson, Schweden, Peter Tiepold, DDR, und Wiesław Rudkowski, Polen, und wurde damit in überlegenem Stil Europameister.
1974 verlor Anatolij Klimanow im Finale der sowjetischen Meisterschaft im Mittelgewicht gegen seinen Dauerrivalen Rufat Riskijew nach Punkten. Er wurde aber bei der Weltmeisterschaft in Havanna im Halbmittelgewicht eingesetzt und kämpfte sich dort mit Siegen über Charlton Bent, Jamaika, Luis Lamadrid, Puerto Rico, und Jerzy Rybicki, Polen, bis in das Halbfinale vor, in dem er aber gegen Rolando Garbey aus Kuba nach Punkten verlor.
Im Jahre 1975 war bei der sowjetischen Meisterschaft im Mittelgewicht Wieder Rufat Riskijew Endstation. Er unterlag gegen diesen im Halbfinale knapp mit 2:3 Richterstimmen. Die sowjetischen Trainer waren von ihm aber so überzeugt, dass sie ihn bei der Europameisterschaft dieses Jahres in Kattowitz im Halbschwergewicht einsetzten. Er erfüllte auch in dieser Gewichtsklasse die Erwartungen und wurde mit Siegen über Janusz Gortat, Polen, Ottomar Sachse, DDR, und Georgi Stoymenow, Bulgarien, die er jeweils mit 5:0 Richterstimmen besiegte, zum zweiten Mal Europameister.
1976 konnte Anatolij Klimanow aus Verletzungsgründen nicht an der sowjetischen Meisterschaft teilnehmen. Er stand aber in der sowjetischen Mannschaft bei den Olympischen Spielen in Montreal. Im Halbschwergewicht siegte er dort in seinem ersten Kampf gegen Roger Fortin aus Kanada klar nach Punkten. Im Achtelfinale verlor er aber gegen den späteren Profi-Boxweltmeister im Schwergewicht Leon Spinks aus den Vereinigten Staaten nach Punkten, womit er ausschied und nur den 9. Platz belegte.
1977 stand Anatolij Klimanow wieder im Finale der sowjetischen Meisterschaft. Im Mittelgewicht unterlag er dabei gegen Leonid Schaposchnikow knapp nach Punkten. Er konnte in diesem Jahr aber noch einen Sieg bei einer internationalen Meisterschaft feiern. In Havanna wurde er im Halbschwergewicht mit einem Punktsieg über den Kubaner Sixto Soria Sieger bei den 13. Meisterschaften der Armeen der Warschauer-Pakt-Staaten.
1978 wurde er dann zum Abschluss seiner Karriere noch einmal russischer Meister. Im Finale des Halbschwergewichts besiegte er dabei Dawit Kwatschadse nach Punkten.
In seiner langen Karriere erzielte Anatolij Klimanow in 403 Kämpfen 385 Siege.

## Internationale Erfolge
| Jahr | Platz | Wettbewerb                                                        | Gewichtsklasse | Ergebnis |
| 1969 | 3.    | Turnier der olymp. Hoffnungen in Lodz                             | Halbmittel     | nach Punktniederlage im Halbfinale gegen Ion Gyorfi, Rumänien |
| 1971 | 1.    | Intern. Turnier in Leipzig                                        | Mittel         | nach Punktsieg im Finale über Hans-Joachim Brauske, DDR |
| 1972 | 1.    | Intern. Turnier in Leningrad                                      | Mittel         | nach Abbruchsieg in der 3. Runde über Wladimir Tarasenkow, UdSSR |
| 1972 | 1.    | Intern. Turnier in Minsk                                          | Mittel         | nach Punktsieg im Finale über Waleri Sokolow, UdSSR |
| 1972 | 1.    | 12. Honved-Cup in Budapest                                        | Mittel         | nach kampflosem Sieg im Finale über Mihaly Rapcsak, Ungarn |
| 1973 | 1.    | EM in Belgrad                                                     | Halbmittel     | nach techn. KO-Sieg in der 2. Runde über Edward Hayden, Irland und Punktsiegen über Christer Ottosson, Schweden (5:0), Peter Tiepold, DDR (5:0) und Wieslaw Rudkowski, Polen (5:0) |
| 1974 | 3.    | WM in Havanna                                                     | Halbmittel     | nach Punktsiegen über Charlton Bent, Jamaika, Luis Lamadrid, Puerto Rico und Jerzy Rybicki, Polen und Punktniederlage gegen Rolando Garbey, Kuba                                   |
| 1975 | 1.    | EM in Kattowitz                                                   | Halbschwer     | nach Punktsiegen über Janusz Gortat, Polen (5:0), Ottomar Sachse, DDR (5:0) und Georgi Stoymenow, Bulgarien (5:0)                                                                  |
| 1976 | 9.    | OS in Montreal                                                    | Halbschwer     | nach Punktsieg über Roger Fortin, Kanada (5:0) und Punktniederlage gegen Leon Spinks, USA (0:5)                                                                                    |
| 1977 | 1.    | 13. Meistersch. der Armeen der Warschauer-Pakt-Staaten in Havanna | Halbschwer     | nach Punktsieg im Finale über Sixto Soria, Kuba (3:2=) |
| 1978 | 2.    | 18. Honved-Cup in Budapest                                        | Halbschwer     | nach kampfloser Niederlage im Finale gegen Wiktor Pumbolow, UdSSR |
| 1979 | 5.    | Intern. Turnier in Alma Ata                                       | Halbschwer     | nach Punktniederlage im Viertelfinale gegen Iwan Nowikow, UdSSR |
| 1979 | 2.    | 19. Honved-Cup in Budapest                                        | Schwer         | nach Punktniederlage im Finale gegen Istvan Levai, Ungarn (2:3) |
| 1979 | 2.    | 10. Grand-Prix in Ústí nad Labem                                  | Schwer         | nach Abbruch-Niederlage (Verletzung) in der 1. Runde gegen Ulli Kaden, DDR |

## Länderkämpfe
| Jahr | Ort        | Begegnung                | Gewichtsklasse  | Ergebnis                                              |
| 1969 | Moskau     | UdSSR gegen Polen (U 20) | Halbmittel      | Punktniederlage gegen Witold Stachurski               |
| 1970 | Minsk      | UdSSR gegen USA          | Halbmittel      | Punktsieg über Jesse Valdez                           |
| 1971 | Paris      | Frankreich gegen UdSSR   | Mittel          | Abbruchsieg in der 1. Runde über Jean-Baptiste Michel |
| 1972 | Schdanow   | UdSSR gegen USA          | Mittel          | Punktniederlage gegen Marvin Johnson                  |
| 1974 | Moskau     | UdSSR gegen USA          | Mittel          | Punktniederlage gegen Vonzell Johnson                 |
| 1975 | Lake Tahoe | USA gegen UdSSR          | Mittel          | Punktsieg über Mike Clark                             |
| 1975 | St. Louis  | USA gegen UdSSR          | Mittel          | Punktsieg über Michael Spinks                         |
| 1975 | New York   | USA gegen UdSSR          | Mittel          | Punktsieg über Al Fracker                             |
| 1975 | New York   | Halbschwer               | UDA gegen UdSSR | Punktsieg über Johnny Davis                           |
| 1975 | Cincinnati | Halbschwer               | USA gegen USA   | Punktsieg über Frank Williams                         |
| 1975 | Las Vegas  | Halbschwer               | USA gegen UdSSR | Punktsieg über Frank Williams                         |
| 1976 | Moskau     | UdSSR gegen USA          | Halbschwer      | Abbruchsieg in der 3. Runde über Tom Johnson          |
| 1976 | New York   | USA gegen UdSSR          | Halbschwer      | Punktniederlage gegen Jerry Williams                  |
| 1978 | Alma Ata   | UdSSR gegen USA          | Halbschwer      | Punktniederlage gegen Charles Singleton               |

## Meisterschaften der Sowjetunion
| Jahr | Platz | Gewichtsklasse | Ergebnis                                                         |
| 1970 | 3.    | Halbmittel     | nach Punktniederlage im Halbfinale gegen Waleri Tregubow         |
| 1971 | 3.    | Halbmittel     | nach Punktniederlage im Halbfinale gegen Alexander Schipilow     |
| 1972 | 5.    | Mittel         | nach einer Punktniederlage im Viertelfinale gegen Rufat Riskijew |
| 1973 | 1.    | Mittel         | nach techn. KO-Sieg in der 3. Runde über Rufat Riskijew          |
| 1974 | 2.    | Mittel         | nach Punktniederlage im Finale gegen Rufat Riskijew              |
| 1975 | 3.    | Mittel         | nach Punktniederlage im Halbfinale gegen Rufat Riskijew          |
| 1977 | 2.    | Mittel         | nach Punktniederlage im Finale gegen Leonid Schaposchnikow       |
| 1978 | 1.    | Halbschwer     | nach Punktsieg im Finale über Dawit Kwatschadse                  |

## Nationale Turniere
| Jahr | Platz | Wettbewerb              | Gewichtsklasse | Ergebnis                                                 |
| 1971 | 3.    | Spartakiade             | Mittel         | nach Punktniederlage im Halbfinale gegen W. Abramowitsch |
| 1973 | 1.    | EM-Ausscheidung in Lwow | Mittel         | nach Punktsiegen über Rufat Riskijew und Bogdan Grizak   |
| 1975 | 3.    | Spartakiade             | Mittel         | nach Punktniederlage im Halbfinale gegen Rufat Riskijew  |

## Erläuterungen
- OS = Olympische Spiele, WM = Weltmeisterschaft, EM = Europameisterschaft
- Gewichtsklassen: Halbmittel bis 71 kg, Mittel bis 75 kg und Halbschwergewicht bis 81 kg Körpergewicht